# Peloponnesiska kriget
Peloponnesiska kriget var en serie väpnade konflikter i det antika Grekland mellan åren 431 och 404 f.Kr. Striden stod mellan det attiska sjöförbundet, under Aten och det peloponnesiska förbundet under Sparta. 

## Historik
Den enda orsaken till kriget var att Sparta och dess allierade inte längre ville acceptera Atens växande makt. Atenarnas strategi gick ut på att lägga Attika öppet och låta lantbefolkningen söka skydd inom Atens murar och den långa muren mellan Aten och Pireus. Man lade vikten på herraväldet till sjöss och på de starka finanserna samt låta flottan sköta tillförseln av förnödenheter till den ointagliga staden samtidigt som man genom strider utmattade fienden.
Kriget var länge jämnt mellan de stridande parterna och 422 slöts en fred som dock blev kortvarig. Ett nytt skede började 415 då atenarna sände en stor flotta till Syrakusa på Sicilien för att säkra kontrollen även över de greker som levde i väster. Företaget slutade med ett katastrofalt nederlag 414 varvid Aten blev starkt försvagat. Spartanerna fick fotfäste i Dekeleia på Attika och stoppade därmed atenarnas framstötar. Med hjälp av perserna stärkte de också sin sjömakt, medan flera medlemmar i attiska sjöförbundet drog sig ur anslutningen till Aten.
Trots stora kraftansträngningar kunde Aten i längden inte stå emot fienden och nederlaget i sjöslaget mot peloponnesiska förbundets flotta 404 blev avgörande. Aten tvingades året efter att sluta fred med hårda fredsvillkor vilka gjorde slut på dess ledande sjömakt.

## Efterspel
Ett kort period efter kriget regerades Aten av en oligarkisk styrelse, de trettio tyrannerna, en reaktionär regim kontrollerad och tillsatt av Sparta. Dessa störtades efter ett års våldsregemente och demokratin återinfördes 402.